# ǂĀkhoe Haiǁom
ǂĀkhoe Haiǁom är ett khoespråk i norra Namibia.
ǂĀkhoe Haiǁom har fri ordföljd, men den dominerande ordningen är subjekt–objekt–verb. ǂĀkhoe Haiǁom har 49 fonem, varav 20 klickljud.